# Tlalnepantla de Baz
Tlalnepantla de Baz est une ville de l'État de Mexico au Mexique, et l'une des 125 municipalités de l'État de Mexico. Dominée par le Cerro del Chiquihuite, elle est située au nord de la conurbation de Mexico. Aujourd'hui très industrialisée, elle occupe aussi un rôle important dans le secteur des services du Mexique.
Son territoire est divisé depuis 1899 en deux parties : la moitié occidentale, relevant du District fédéral (ville de Mexico), où résident les bureaux du gouvernement ; et une enclave dans la zone orientale, appelée San Juan Ixhuatepec.
Le 19 novembre 1984, la ville a été marquée par une gigantesque catastrophe industrielle. Dans le quartier de San Juan Ixhuatepec, l'explosion de cuves de stockage de gaz liquide appartenant à la société Pemex a entraîné la mort de près de 500 personnes et fait près de 2 500 blessés,. « C'était la plus importante catastrophe industrielle dans l'agglomération [de Mexico] », relève l'historien Serge Gruzinski.

## Quartiers et villages

### Tequexquinahuac
Tequexquinahuac est l'un des quartiers de Tlalnepantla de Baz. Sa population, au début des années 2000, s’élevait à environ 2 200 habitants. Tequexquinahuac est situé dans la zone métropolitaine de Mexico, au nord de l'arrondissement Azcapotzalco. Tequexquinahuac a changé, passant d'une commune de la ville pour être une région importante entre Cuautitlan Izcalli (l'une des majeures municipalités industrielles) dans l'État de Mexico) et la ville de Mexico. En tant que tel, il est un exemple clair de l'urbanisation qui a eu lieu au Mexique dans les 80 dernières années. Actuellement, c'est une commune de la zone urbaine du tiers monde[réf. souhaitée].

## Personnalités nées dans la ville
- Braulio Caballero Figueroa, (30 avril 1998), organiste, claveciniste et chef d'orchestre mexicain.